# Wirtschaftsflug
Wirtschaftsflug, eigentlich Wirtschaftsflug Rhein - Main Gesellschaft mit beschränkter Haftung, kurz WF, war eine deutsche Fluggesellschaft mit Sitz in Offenbach am Main.

## Geschichte
Wirtschaftsflug wurde 1972 durch Heinz Dieter Hoppenstaedt gegründet. Nachdem sie ihren Betrieb mit Geschäfts- und Lufttaxiflügen aufgenommen hatte, folgten 1979 IT-Charterflüge mit einer Aero Commander 690 sowie einer von WDL Aviation gemieteten Fairchild F-27. Im Jahr 1980 bot man zudem in Kooperation mit der Zeitung Extra-Tip Flüge von Kassel-Calden zu diversen europäischen Großstädten an.
Mit Beginn des Jahres 1980 plante Wirtschaftsflug in das Frachtfluggeschäft einzusteigen. Hierfür erwog man den Einsatz von drei Lockheed L-100-30 und vereinbarte eine Zusammenarbeit mit German Cargo. Die erste der drei Maschinen traf im November 1981 ein und sollte für Frachtflüge nach Afrika, Europa und in den Nahen Osten eingesetzt werden.
Zum Ende des Jahres 1982 meldete Wirtschaftsflug jedoch Insolvenz an und stellte den Betrieb ein.

## Flotte
Zur Betriebseinstellung im Jahr 1982 bestand die Flotte der Wirtschaftsflug aus drei Flugzeugen:
- 1 Lockheed L-100-30
- 2 Fairchild F-27

Bei der Lockheed L-100-30 handelte es sich um die einzige jemals in Deutschland registrierte Lockheed L-100-30. Nach ihrem Verkauf flog diese zuletzt für die Transafrik International, bis sie im Februar 1999 in Angola von einer Rakete abgeschossen wurde und abstürzte.
In der Zeit des Bestehens betrieb Wirtschaftsflug ebenfalls Flugzeuge der folgenden Typen:
- Cessna Citation
- Rockwell Commander